# Grand Albert
Grand Albert ou Les Admirables secrets d'Albert le Grand (em português: Os admiráveis segredos de Alberto, o Grande ou As Maravilhas de Alberto O Grande) é um grimório, um célebre manual de bruxaria que, juntamente com "Secrets merveilleux de la magie naturelle e cabalistique du Petit Albert" são referência em matéria de manuais de bruxaria. A Alberto Magno, monge dominicano nascido na Suábia por volta de 1200, atribui-se a autoria desses dois tratados com receitas de magia prática baseadas nas virtudes das plantas, das pedras preciosas ou dos animais. Contém ainda um tratado de fisionomia.

## Autoria
Muitos especialistas, incluindo folclorista Kevin J. Hayes, insistem que a atribuição do Grand Albert a Alberto Magno é espúria.